# Star (seriál)
Star je americký hudební dramatický televizní seriál, který měl premiéru 14. prosince 2016 na stanici Fox. Tvůrci seriálu jsou Lee Daniels a Tom Donaghy. Seriál sleduje život tří talentovaných mladých zpěvaček, které se rozhodnout uspět v hudebním průmyslu. Příběh se odehrává v Atlantě, obsahuje původní hudbu, hudební fantasy sekvence a sny o budoucnosti. Hlavní role v seriálu ztvárnili Jude Demorest, Ryan Destiny, Brittany O'Grady, Amiyah Scott, Queen Latifah, Benjamin Bratt a Quincy Brown.
První řada je složena ze třinácti dílů. V květnu 2018 objenala stanice druhou řadu, která měla premiéru 27. září 2017. Dne 10. května 2018 bylo oznámeno, že seriál získal třetí řadu. Ta měla premiéru 26. září 2018.
Dne 10. května 2019 byl seriál stanicí Fox po třech odvysílaných řadách zrušen.

## Obsazení

### Hlavní role
| Jude Demorest    | Star Davis                                                                         |
| Ryan Destiny     | Alexandra „Alex“ Crane                                                             |
| Brittany O'Grady | Simone Davis                                                                       |
| Amiyah Scott     | Cotton Brown                                                                       |
| Quincy Brown     | Derek Jones                                                                        |
| Benjamin Bratt   | Jahil Rivera                                                                       |
| Queen Latifah    | Carlotta Brown                                                                     |
| Miss Lawrence    | Miss Bruce, kadeřnice (2. řada, vedlejší role - 1. řada)                           |
| Luke James       | Noah Brooks, R&B zpěvák z Midtown Sound (2. řada)                                  |
| Michael Michele  | Ayanna Floyd, prezidentka Midtown Sound (2. řada)                                  |
| Stephen Dorff    | Brody Dean, Star biologický otec (2. řada)                                         |
| Brandy Norwood   | Cassandra „Cassie“ Brown, Carlotty mladší sestra (3. řady, vedlejší role – 2. řada |
| Matthew Noszka   | Jackson „Jax“ Elis, muzikant (3. řada, vedlejší role – 2. řada                     |
| William Levy     | Mateo Ferarra                                                                      |

### Vedlejší role
| Lenny Kravitz       | Roland Crane, legendární rocková hvězda, otec Alexandry |
| Darius McCrary      | Otis Leecan, pěstoun Simone (1. řada)                   |
| Chad James Buchanan | Hunter Morgan, Jahilův synovec, hvězda NFL (1. řada)    |
| Nealla Gordon       | Arlene Morgan, matka Huntera                            |
| Naomi Campbell      | Rose Spencer, matka Alexandry                           |
| Tyrese Gibson       | pastor Bobby Harris                                     |
| Jasmine Burke       | Danielle Jackson (1. řada)                              |
| Sharlene Taulé      | Eva (1. řada)                                           |
| Joseline Hernandez  | Michelle                                                |
| Carlone Vreeland    | Mary Davis                                              |
| Jack J. Yang        | Elliot                                                  |
| Paris Jackson       | Rachel Wells (2. řada–; host – 1. řada)                 |
| Elijah Kelley       | Andy, zpěvák, asistent Ayanny Floyd                     |
| Evan Ross           | Angel Rivera, Jahilův synovec                           |
| Lance Gross         | Maurice Jetter                                          |
| Imani Lewis         | Karen, kamarádka Simon                                  |
| Keke Palmer         | Gigi Nixon                                              |
| Richard Roundtree   | Charles Floyd                                           |
| Camila Banus        | Nina Ferrera, Mateova manželka (3. řada)                |
| Chad Michael Murray | Xander McPherson (3. řada)                              |
| Terrence J          | Ryan French (3. řada)                                   |
| Lyndie Greenwood    | Megan Jetter (3. řada)                                  |

### Hostující role
| Missy Elliott   | Pumpkin                         |
| Mike Epps       | Jay Holland                     |
| Jussie Smollett | Jamal Lyon                      |
| Patti LaBelle   | Christine Brown, Carlotty matka |
| Teyana Taylor   | Joyce Sheree                    |
| Meagan Good     | Natalie Knight                  |

## Vysílání
| Řada | Díly | Premiéra v USA    | Premiéra v USA  |
| Řada | Díly | První díl         | Poslední díl    |
| ---- | ---- | ----------------- | --------------- |
| 1    | 12   | 14. prosince 2016 | 15. března 2017 |
| 2    | 18   | 27. září 2017     | 23. května 2018 |
| 3    | 18   | 26. září 2018     | 8. května 2019  |

## Produkce
V srpnu 2015 stanice Fox oznámila objednání pilotního dílu potenciálního nového hudebního dramatu nazvaného Star od tvůrce seriálu Empire Lee Danielse, o třech dívkách, které vytvoří hudební skupinu. V říjnu toho roku se začaly hledat herci a herečky a obsazovat do rolí. Bylo oznámeno, že v seriálu se objeví transgender postava. 7. prosince 2015 bylo oznámeno obsazení Queen Latifah, Jude Demorest, Brittany O'Grady a Ryan Destiny. Benjamin Bratt se připojil 11. prosince 2015. Nicholas Gonzales byl obsazen do role násilného pěstouna Simone. Produkce pilotního dílu začala v prosinci 2015. Seriál byl oficiálně vybrán s objednávkou na 13 dílů 27. dubna 2016.

## Ocenění a nominace
| Rok  | Ocenění             | Kategorie                         | Nominovaní   | Výsledek |
| ---- | ------------------- | --------------------------------- | ------------ | -------- |
| 2017 | Teen Choice Awards  | Nejlepší dramatický seriál        | Star         | nominace |
| 2018 | Mediální cena GLAAD | Nejlepší dramatický seriál        | Star         | nominace |
| 2018 | Teen Choice Awards  | Nejlepší dramatický seriál        | Star         | nominace |
| 2018 | Teen Choice Awards  | Nejlepší seriálová herečka: drama | Ryan Destiny | nominace |